# Chanaqin

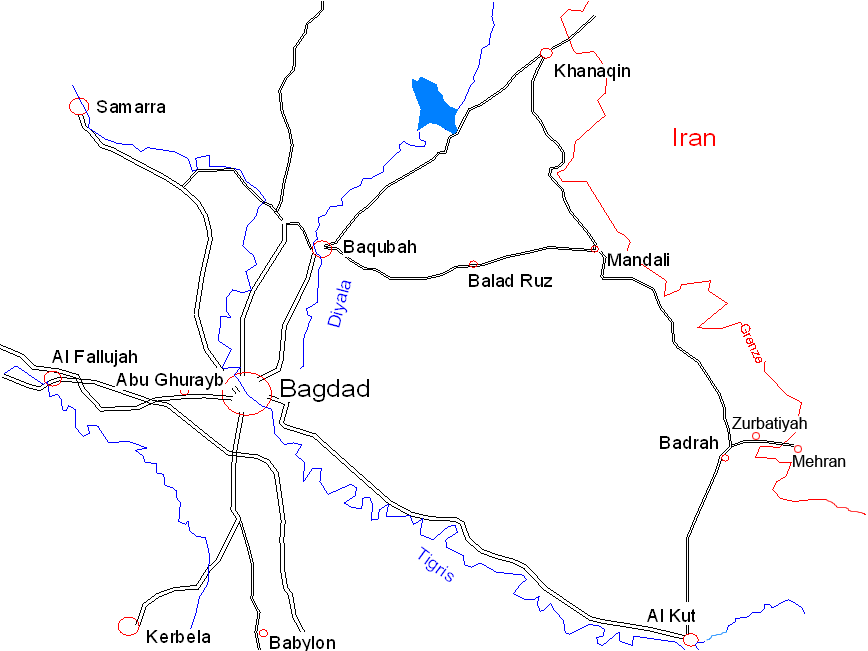
Lage von Chanaqin

Chanaqin (arabisch خانقين, DMG Ḫānaqīn, kurdisch خانه قين Xaneqîn) ist eine Stadt des Gouvernements Diyala im nordöstlichen Irak nahe der iranischen Grenze. Die Bevölkerungszahl beträgt schätzungsweise 175.000 Einwohner, jedoch gab es auf Grund der irakischen Politik unter Saddam Hussein keine verlässlichen Zahlen. Kurden sehen die Stadt als kurdisch an.
Chanaqin wird vom Fluss Alwand durchflossen, der eine bedeutsame Rolle bei der Kultivierung des Landes sowie der Ausprägung einer stark bäuerlichen Gesellschaft gespielt hat. Der Fluss entspringt im iranischen Zāgros-Gebirge und durchfließt Chanaqin mittendurch, um später in den Diyala zu münden. Einen Bericht des International Centre of Development Studies aus Großbritannien von 2012 zufolge hat die iranische Regierung ohne Rücksprache mit seinem Nachbarn den Fluss trockengelegt, was zu dramatischen Einbrüchen in der Landwirtschaft führt.

## Name und Geschichte
Chanaqins ursprünglicher Name war Du-Chānag (دوخانگ), was persisch war und Die Zwei Häuser bedeutete. Nachdem die Araber diese Gebiete erobert hatten, wurden viele Namen arabisiert. So wurde das Wort Du bzw. Do (deutsch: „Zwei“) durch den arabischen Dual -ayn ersetzt. Dadurch wurde aus Du-Chānag Chānag-ayn und schließlich Chanaqin.
Bei der muslimischen Eroberung gab es eine Schlacht in der Umgebung Chanaqins. Sie wird bei Ibn al-Faqih erwähnt. Unter arabischer Herrschaft war Chanaqin eine unbedeutende Stadt und eine Station auf dem Weg von Bagdad über Hamadan nach Chorasan. Auch Weinanbau wird beschrieben. Ab dem 16. Jahrhundert gehörte die Stadt bis zum Ende des Ersten Weltkrieges zum Osmanischen Reich. 1916 fand hier während des Krieges eine osmanisch-russische Schlacht statt, die die Osmanen für sich entscheiden konnten. Trotzdem mussten die Osmanen wegen der Niederlage den Irak räumen und verloren die Gebiete an die Briten.

## Bevölkerung
In der Region um Chanaqin bilden Kurden die Bevölkerungsmehrheit, sie sprechen überwiegend die kurdischen Dialekte Kelhuri und Gorani. Während der systematischen Arabisierungspolitik des irakischen Regimes wurden Araber in der Stadt angesiedelt, die Kurden und andere Minderheiten wurden in den Süden des Iraks umgesiedelt oder sind in den kurdisch kontrollierten Norden geflohen. Nach dem Sturz von Saddam Hussein 2003 wollten die Bewohner, dass die Stadt offiziell an die Autonome Region Kurdistan angeschlossen wird. Dies sollte mit einem Referendum bestimmt werden. Chanaqin wird von vielen kurdischen Stämmen wie den Arkewazi, den Talabani, den Jaff, den Dalewi, den Bajalan, den Abdulrahman, den Gimur und den Suremeri besiedelt. Eine kleine alteingesessene jüdische Gemeinde verließ die Stadt und das Land in den frühen 1950er Jahren.

## Öl
Nach Kirkuk ist Chanaqin die zweitgrößte Stadt mit Ölindustrie im Norden des Irak, es gibt eine Ölraffinerie sowie eine Pipeline nach Bagdad.
Das Ölfeld Naft Khana liefert bis zu 16.000 Barrel Öl pro Tag. Das Ölfeld reicht in den Iran hinein und wird daher auch von der Islamischen Republik Iran genutzt. Im März 2006 wurde die Ölförderanlage repariert, so dass das Niveau vor dem Irakkrieg wieder erreicht wurde. Gegenwärtig wird das Öl per Trucks zur Raffinerie Al Daura gebracht.
In Chanaqin ist der Bau einer Raffinerie vorgesehen, die pro Tag 20.000 Barrel Öl direkt vor Ort verarbeiten soll.